# Chironomus brevisetis
Chironomus brevisetis är en tvåvingeart som beskrevs av Shilova 1989. Chironomus brevisetis ingår i släktet Chironomus och familjen fjädermyggor.
Artens utbredningsområde är Tadzjikistan. Inga underarter finns listade i Catalogue of Life.